# Sybra signatipennis
Sybra signatipennis là một loài bọ cánh cứng trong họ Cerambycidae.